# Emons Group

Logo Van Huët

Die Emons Group ist ein privates niederländisches Logistikunternehmen. Größte Tochtergesellschaft ist die Van Huët Glastransport, die einer der größten Glas-Spediteure Europas ist. Sie übernimmt z. B. den Glastransport des Euroglas-Werks Haldensleben. Emons Cargo (160 Sattelschlepper) ist spezialisiert auf den Transport nicht stapelbarer Güter in Doppelstock-Aufliegern. Die Meierling GmbH aus Hagen baut Ultraleicht-Sattelauflieger aus Aluminium u. a. als Innenlader für den Glastransport.